# Creepie
Creepie (título original en inglés: Growing up Creepie) es una serie animada estadounidense creada por Anthony Gaud, Chris Woods y Carin Greenberg, y producida por Mike Young Productions. La serie está integrada por una temporada de 26 episodios. Fue estrenada el 9 de septiembre de 2006 y terminó su emisión el 21 de junio de 2008. Fue emitida en España por Clan TVE y en Latinoamérica por Nickelodeon Latinoamérica.
La serie fue nominada a tres Premios Annie y dos Premios Daytime Emmy, de los cuales ganó uno en 2008 por «logro individual excepcional en la animación».

## Sinopsis
La protagonista, Creepie Creecher, es una niña huérfana que fue abandonada en la mansión Dewzwold, una residencia habitada únicamente por insectos. Ella fue criada por una mantis religiosa llamada Caroleena y un mosquito llamado Vinnie, junto a otros dos insectos, Gnat y Paul, que ejercen como sus hermanos. La serie explora la forma en que Creepie debe aprender a comportarse como una niña normal de secundaria a pesar de haber sido educada por insectos.

## Reparto
| Personaje                 | Actor de voz en inglés |
| ------------------------- | ---------------------- |
| Creepie Crecher           | Athena Karkanis        |
| Caroleena                 | Julie Lemieux          |
| Vincent 'Vinnie' Creecher | Dwayne Hill            |
| Budge                     | Richard Yearwood       |
| Chris-Alice               | Leah Renee             |
| Gnat                      | Stevie Vallance        |
| Carla                     | Stephanie Anne Mills   |
| George Hollyruller        | Scott McCord           |
| Dr. Pappas                | Juan Chioran           |
| Pauly                     | David Berni            |
| Tarantula Boy             | Dan Petronijevic       |

## Premios
| Año  | Premio               | Categoría                                              | Resultado |
| ---- | -------------------- | ------------------------------------------------------ | --------- |
| 2007 | Premios Annie        | Dirección de una producción de televisión animada      | Nominado  |
| 2007 | Premios Daytime Emmy | Mejor programa de clase especial de animación          | Nominado  |
| 2008 | Premios Annie        | Artista de producción animada                          | Nominado  |
| 2008 | Premios Daytime Emmy | Logro individual excepcional en la animación           | Ganador   |
| 2009 | Premios Annie        | Música en una producción animada de televisión o corto | Nominado  |